# 马达加斯加 (游戏)
《马达加斯加》（英語：Madagascar）是一个由鲍勃玩具于2005年发行的动作冒险游戏。该游戏基于同名动画电影。《马达加斯加：企鹅大行动》是下一个于Game Boy Advance发行的游戏。

## 故事
该故事关于名为亚历克斯、马丁、梅尔曼和格洛丽亚的四个动物组成的群体。游戏开始于马蒂的10岁生日。后来，他们被锁在箱子里，在海洋中漂游。最终，他们于马达加斯加着陆。又与狐猴一起试图逃跑。